# Dossinia marmorata
Espèce
Dossinia marmorata est une espèce de plantes à fleurs de la famille des Orchidaceae (les orchidées) et du genre Dossinia originaire de Bornéo.